# Live Parc des Princes Paris
 (février 2025).
Si vous disposez d'ouvrages ou d'articles de référence ou si vous connaissez des sites web de qualité traitant du thème abordé ici, merci de compléter l'article en donnant les références utiles à sa vérifiabilité et en les liant à la section « Notes et références ».
Live Parc des Princes Paris est le DVD du concert de la deuxième tournée du chanteur Mika au Parc des Princes, à Paris. Ce concert a lieu le 4 juillet 2008.

## DVD
Les dix-huit pistes principales et trois bonus sont :
| No  | Titre                                                                | Bonus | Durée |
| --- | -------------------------------------------------------------------- | ----- | ----- |
| 1.  | Intro                                                                |       |       |
| 2.  | Relax, Take It Easy                                                  |       |       |
| 3.  | Big Girl (You Are Beautiful)                                         |       |       |
| 4.  | My Interpretation                                                    |       |       |
| 5.  | Billy Brown                                                          |       |       |
| 6.  | Holy Johnny                                                          |       |       |
| 7.  | Any Other World                                                      |       |       |
| 8.  | Ring Ring                                                            |       |       |
| 9.  | Stuck in The Middle                                                  |       |       |
| 10. | Rain                                                                 |       |       |
| 11. | Just Can’t Get Enough                                                |       |       |
| 12. | Happy Ending                                                         |       |       |
| 13. | Love Today                                                           |       |       |
| 14. | Grace Kelly                                                          |       |       |
| 15. | Animal Play                                                          |       |       |
| 16. | Lollipop                                                             |       |       |
| 17. | Grace Kelly (acoustic)                                               |       |       |
| 18. | Relax, Take It Easy (rave)                                           |       |       |
| 19. | Making of the Parc des Princes Show (documentaire)                   | Bonus |       |
| 20. | Lollipop (vidéo)                                                     | Bonus |       |
| 21. | Grace Kelly (live from Jools Holland’s Hootenanny, 31 décembre 2007) | Bonus |       |